# Riserva naturale Lago Soprano
La Riserva naturale Lago Soprano è un'area naturale protetta istituita nel 2000 situata nel territorio di Serradifalco, comune italiano della provincia di Caltanissetta in Sicilia.

## Storia
La riserva è stata istituita con decreto dell'assessorato regionale del territorio e dell'ambiente numero 799/44 del 28 dicembre 2000.